# Jindřich VIII. Tudor
Jindřich VIII. Tudor (28. června 1491 – 28. ledna 1547) byl král Anglie, Irska a uchazeč o trůn Francie od 22. dubna 1509 až do své smrti. Byl následníkem Jindřicha VII. a druhý anglický panovník z rodu Tudorovců.
Jindřich VIII. byl významnou postavou anglické historie. I když větší část svého vládnutí strávil surovým potlačováním protestantské reformace, je známější pro politické spory s římskokatolickou církví. Tyto rozpory nakonec vedly k odloučení anglikánské církve, rušení klášterů, brutálním represím proti katolíkům a ustanovení anglického panovníka jako nejvyššího představeného církve v Anglii. Podporu panovníka získala reformace v Anglii za krátké vlády jeho syna Eduarda VI. a pak až za dlouhé vlády Alžběty I., když po smrti Eduarda VI. Jindřichova dcera z prvního manželství Marie I. Tudorovna přechodně v zemi obnovila vliv římskokatolické církve a papeže. Jindřich zajistil státoprávní spojení Anglie a Walesu. Je známý tím, že měl postupně šest žen a dvě z nich byly jeho přičiněním popraveny.

## Mládí

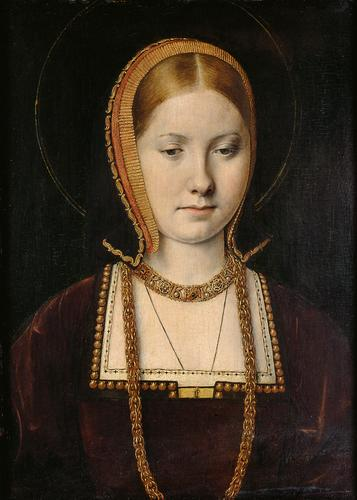
Portrét Kateřiny Aragonské od Michaela Sittowa cca 1502

Byl třetím potomkem a druhým nejstarším synem Jindřicha VII. a Alžběty z Yorku. Roku 1494 byl jmenován vévodou z Yorku. Jako mladší syn byl vychováván pro církevní kariéru, bylo mu poskytnuto prvotřídní vzdělání, a tak ovládal latinu, francouzštinu i španělštinu.
Roku 1502 v 15 letech náhle zemřel jeho starší bratr Artur, který se měl stát následníkem svého otce, a tak jeho místo zaujal mladý Jindřich, který byl jmenován princem z Walesu. Otec Jindřich VII. chtěl udržet dobré vztahy se Španělskem, a tak navrhl, aby se Jindřich oženil s vdovou po Arturovi Kateřinou Aragonskou, nejmladší dcerou Ferdinanda II. Aragonského a Isabely Kastilské. Bylo obvyklé, že takový sňatek musel povolit papež. Na nátlak Isabely byla papežem Juliem II. vydána bula schvalující tento svazek, a tak 14 měsíců po smrti bratra byli Jindřich a Kateřina zasnoubeni.
Od roku 1509 ztratil Jindřich VIII. zájem na spojenectví se Španělskem a sám tehdy prohlásil, že zasnoubení s Kateřinou Aragonskou bylo vyhlášeno bez jeho souhlasu. Diplomatická jednání o příslibu sňatku pokračovala až do smrti Jindřicha VII. roku 1509. Mladý král Jindřich VIII. si poté sám začal hledat nevěstu. Jeho volba však padla právě na Kateřinu Aragonskou, která byla starší než on sám. Jednak z důvodu, že v celé Evropě nebyla pro něj vhodnější princezna a Anglie si opakovaně žádala spojenectví s mocným Španělskem. Navíc se tvrdí, že Jindřich Kateřinu již od dětství platonicky miloval a díky své ctnosti a skromnosti pro něj byla ztělesněním ideální manželky. S Kateřinou se oženil 11. června 1509 a 24. června téhož roku byli ve Westminsterském opatství korunováni. Dva dny nato nechal Jindřich dva nepopulární ministry svého otce, a to Richarda Empsona a Edmunda Dudleyho, uvěznit. Byli bezdůvodně obviněni ze zrady a popraveni. Tento postup pak Jindřich používal často vůči těm, kteří mu stáli v cestě.
Jindřich byl renesanční osobnost a jeho dvůr byl centrem vědeckých a uměleckých inovací a přepychu. Byl dobrým hudebníkem, skladatelem a básníkem. Také byl znám jako dychtivý hráč karet a hry v kostky. Byl znamenitým sportovcem a vynikal ve veslování, v lovu a tenisu v jeho tehdejší podobě. Poskytoval i štědré dary církvi. Na rozdíl od obecně tradovaného názoru zřejmě neměl mnoho mimomanželských pletek (s výjimkou žen, které si později vzal). S jistotou se dají uvést pouze vztahy s Bessie Blountovou a sestrou jeho pozdější manželky Mary Boleynovou.

## Válka s Francií

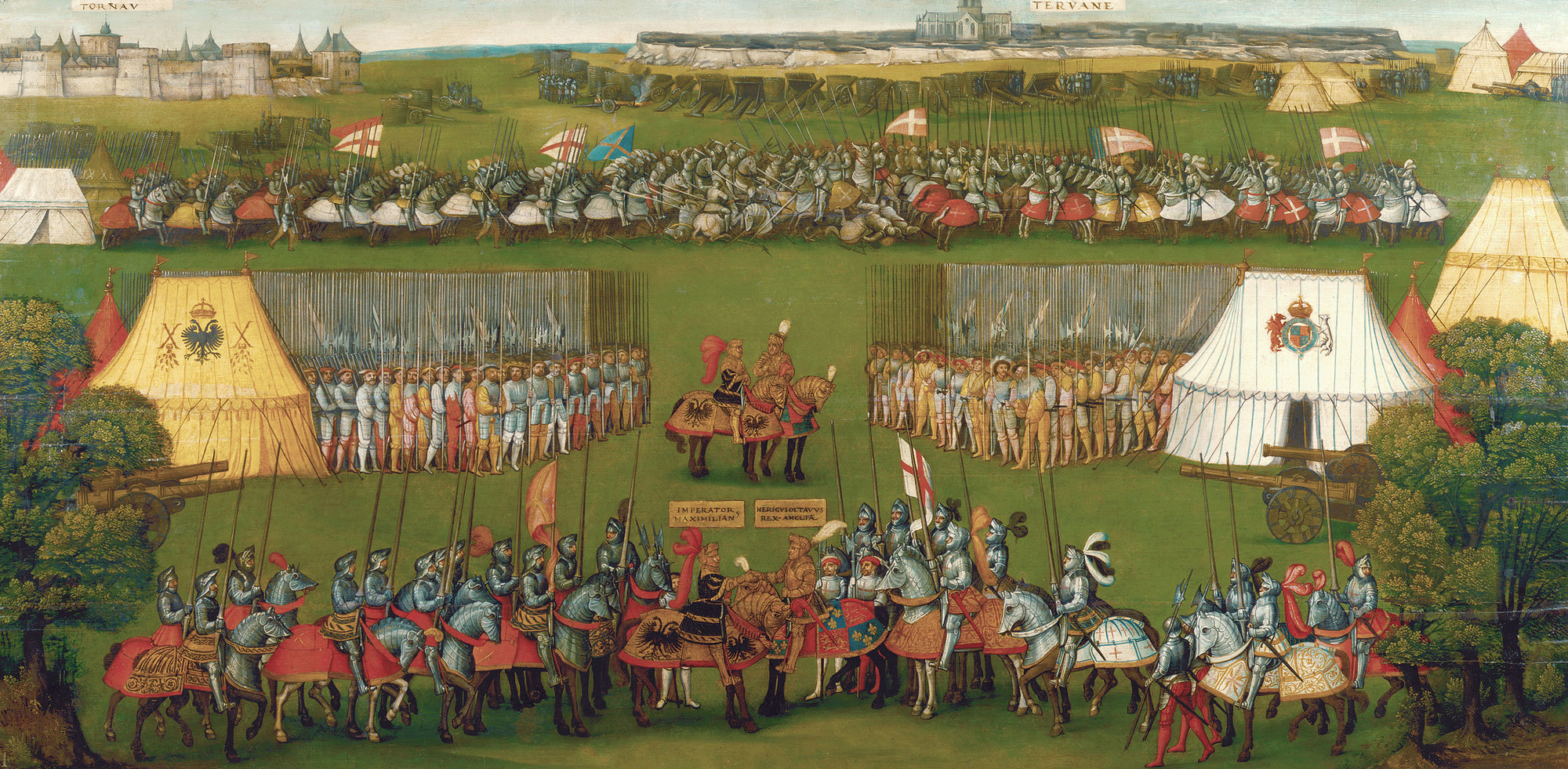
Vítězství vojsk Jindřicha VIII. a císaře Maxmiliána I. Habsburského nad Francií u Guinegate roku 1513

Francouzi představovali nebezpečí s jejich sílící mocí. Roku 1511 proto papež Julius II. vyhlásil Svaté spojenectví proti Francii. Tato aliance se skládala ze Španělska, Svaté říše římské a Anglie. Jindřich VIII. se rozhodl využít této příležitosti k tomu, aby rozšířil anglická teritoria na kontinentu. Se Španělskem uzavřel dohodu z Westminsteru proti Francii. Roku 1513 se Jindřich vylodil ve Francii a v bitvě u Guinegate francouzské vojsko porazil. Jeho švagr Jakub IV. Skotský mezitím napadl na podnět francouzského krále Ludvíka XII. Anglii. Skotský útok však neodvrátil Jindřichovu pozornost od boje o Francouzské území. Později byli Skotové poraženi v bitvě u Floddenu, skotský král byl zabit a tím skončila účast Skotska v této válce. Skotské království, tento odvěký soupeř Anglie na Britských ostrovech, bylo mocensky značně oslabeno.

## Spor s papežem
Jindřich začal být netrpělivý, že se královně Kateřině a jemu nedaří mít potomka mužského rodu. Všechny jejich děti, s výjimkou dcery Marie, zemřely ještě jako malé. Obával se, že pokud nebude mít mužského potomka, mohou po jeho smrti vypuknout spory o následnictví. Roku 1525 se zahleděl do mladé dvorní dámy Anny Boleynové. Ta odolávala jeho svádění a odmítla být jeho milenkou, jako byla před ní její sestra Mary.

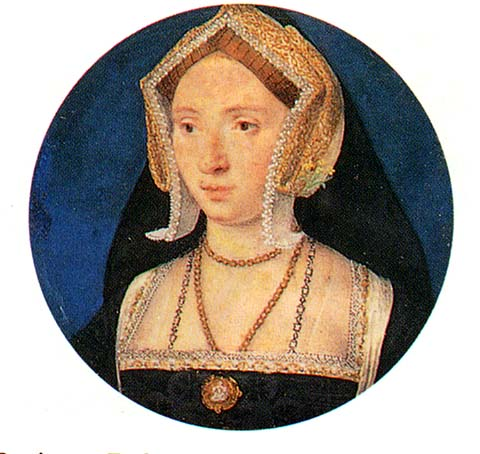
Portrét Anny Boleynové z doby, kdy jí bylo asi 25 let

Anna nakonec využila jeho poblouznění a naléhala na něho, aby se s ní oženil. To Jindřicha přivedlo k myšlence zrušení sňatku s Kateřinou. Je ale možné, že myšlenka na zneplatnění manželství s Kateřinou napadla Jindřicha již dříve a hlavním motivem byla zřejmě touha mít mužského potomka. Proto se obrátil přímo na Svatý stolec, aniž uvědomil kardinála Thomase Wolseyho. Poslal svého tajemníka Williama Knighta s žádostí o zrušení manželství přímo za papežem Klementem VII. Základem jeho argumentace bylo to, že bula vydaná Juliem II. byla vydaná na základě mylných předpokladů, protože manželství Artura a Kateřiny bylo naplněno. Jindřich také žádal o povolení sňatku s další ženou bez ohledu na příbuzenský poměr.

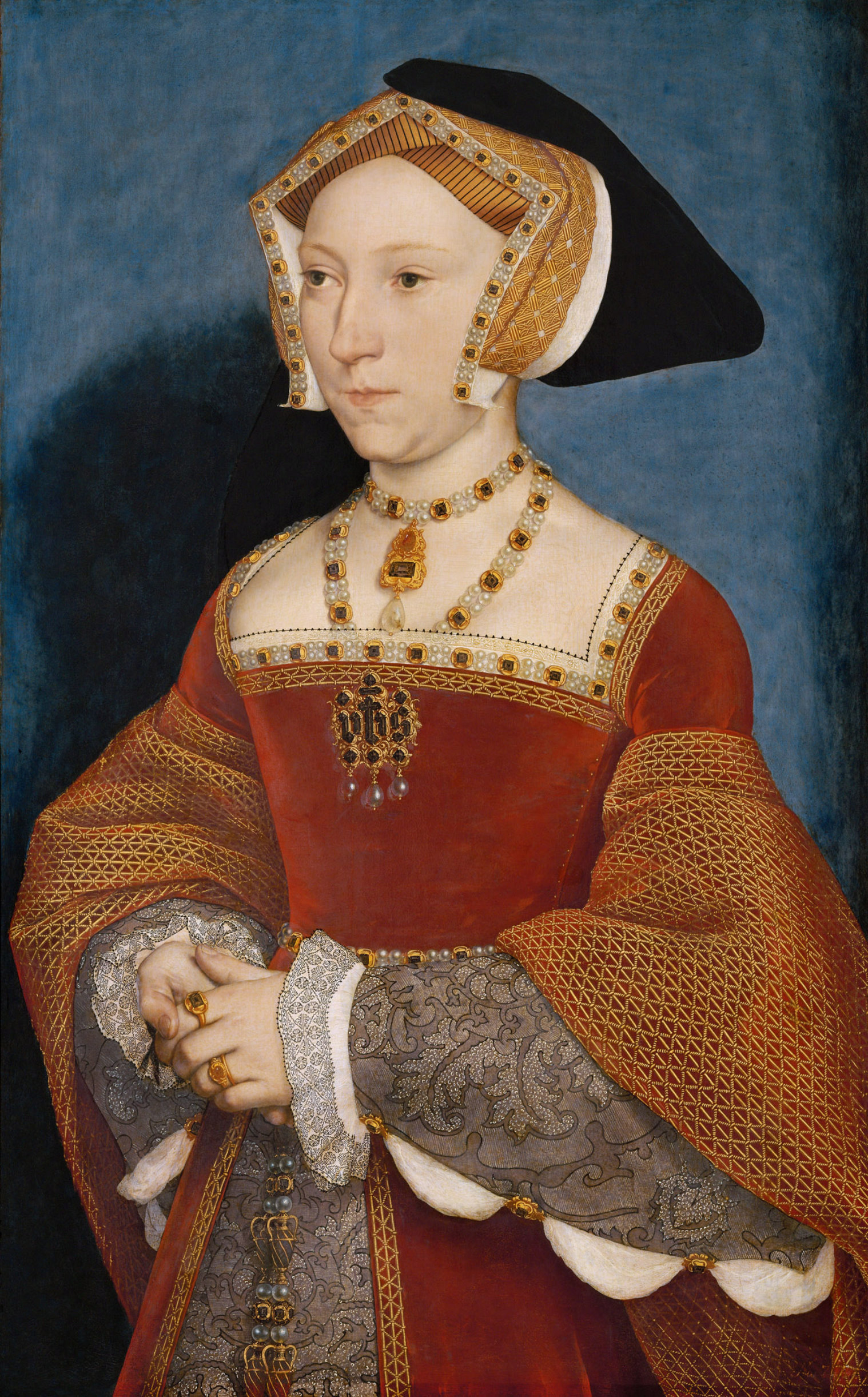
Jindřichova třetí žena Jana Seymourová

Papež byl ale v té době zajatcem císaře Karla V., a tak měl Knight problém se k němu dostat a obdržel pouze příslib podmíněného souhlasu s dalším sňatkem. Jindřich tak byl nucen svěřit tuto věc Wolseymu, který se snažil uplatnit veškeré své schopnosti, aby dosáhl řešení ve prospěch krále. Karel V. se snažil zabránit zrušení sňatku své tety, ale není jisté, jak velký vliv měl jeho nátlak na papeže. Jindřich poznal, že zrušení sňatku s císařovou tetou je málo pravděpodobné a papež nesvolil k novému sňatku, dokud nebyla prozkoumána platnost předešlého.
Wolsey byl obviněn z nespolehlivosti a Anna Boleynová dosáhla toho, aby byl odvolán roku 1529 z veřejných funkcí. Kardinál ji sice požádal o pomoc s návratem k moci, ale to ona odmítla. Wolsey poté zahájil tajné spiknutí s úmyslem vyhnat Annu do exilu a začal o tom vyjednávat s královnou Kateřinou a papežem. Poté, co toto spiknutí bylo odhaleno, nařídil Jindřich, aby byl uvězněn, a kdyby nepodlehl nemoci, byl by zřejmě obviněn ze zrady a popraven. Na jeho pozici nastoupil Sir Thomas More, který zpočátku krále podporoval a připojil se k názoru teologů z Oxfordu a Cambridge, že sňatek Jindřicha a Kateřiny je neplatný. Poté, co Jindřich začal zpochybňovat autoritu papeže, Moreovy pochybnosti začaly narůstat.
O rok později byla Kateřina vypovězena ode dvora a její komnaty byly přiděleny Anně. Poté, co se zbavila Wolseyho, získala Anna obrovský vliv na politiku. Když zemřel William Warham, arcibiskup canterburský, prosadila, aby jeho místo zaujal kaplan rodiny Boleynů Thomas Cranmer. Ke snižování vlivu Říma v Anglii docházelo postupně. Roku 1532 přednesl Thomas Cromwell, Annin spojenec, v parlamentu několik návrhů, které vyhlašovaly královskou svrchovanost nad církví. Po této akci Sir Thomas More abdikoval na svou funkci kancléře, a Cromwell se tak stal nejvlivnějším mužem.

## Druhá svatba
Jindřich si v zimě na setkání s francouzským králem Františkem v Calais zajistil jeho podporu s uzavřením nového sňatku. Okamžitě po návratu do Doveru se Jindřich a Anna Boleynová tajně vzali. Krátce nato Anna otěhotněla, a jak bylo tehdy zvykem, uskutečnil se 25. ledna v Londýně oficiální sňatek. 23. května 1533 Cranmer prohlásil na jednání speciální rady svolané v Duntableském převorství manželství Jindřicha a Kateřiny za neplatné. O pět dní později prohlásil Cranmer sňatek Jindřicha a Anny Boleynové za platný a legitimní.
Kateřina byla formálně zbavena titulu královny a následně byla Anna korunována. 7. září 1533 se jí narodila dcera a byla pojmenována Alžběta po Jindřichově matce Alžbětě z Yorku. Parlament odmítl stanovisko papeže a zákonem o následnictví prohlásil sňatek Jindřicha a Anny za platný. Kateřinina dcera Marie byla prohlášena za nelegitimní a potomci Anny získali nárok na nástupnictví na trůn. Nejdůležitějším odstavcem byl text odmítající jakoukoli cizí autoritu, prince nebo hodnostáře. Od všech dospělých obyvatel království bylo požadováno, aby tento zákon pod přísahou přijali a ti, kteří to odmítli, byli uvězněni na doživotí. Pokud by někdo prohlásil sňatek Jindřicha a Anny za neplatný, byl by automaticky obviněn ze zrady a popraven.

## Odluka od Říma (1534)

Sv. Tomáš More (popraven 1535)

Mezitím Dolní sněmovna zakázala jakékoli žádosti vůči papeži a vyhlásila tresty za realizaci opatření papežských bul v Anglii. Zároveň byla církev varována, aby neučinila žádná omezení poskytovaných služeb králova souhlasu. Až tehdy papež exkomunikoval krále a Cranmera z církve, prohlásil arcibiskupský dekret týkající se sňatku za zmatečný a manželství Jindřicha a Anny za neplatné. Papežský legát byl vyhoštěn z Anglie a diplomatické styky s Římem přerušeny. Následovalo vydání několika dalších zákonů: Ecclesiastical Appointments Act požadoval, aby kněží volili biskupa navrženého králem, Act of Supremacy deklaroval krále jako nejvyšší autoritu církve v Anglii a Treasons Act určoval, že odmítnutí uznání krále jako nejvyšší církevní autority, bude považováno za zradu a jako takové i trestáno.
Anglikánská církev se tak dostala pod kontrolu panovníka. Protestanti ale byli, hlavně kvůli protestům proti Jindřichovu rozvodu, pronásledováni. Mnoho z nich uteklo ze země a to včetně Viléma Tyndala, který byl na Jindřichův popud v zahraničí upálen. Odpor proti Jindřichově církevní politice byl rychle a brutálně potlačen. Mnoho jeho kritiků, včetně kardinála Fishera a sira Tomáše Morea (někdejšího Jindřichova kancléře), kteří odmítli přísahat věrnost králi jako nejvyššímu představiteli církve, bylo popraveno.

## Smrt Anny Boleynové

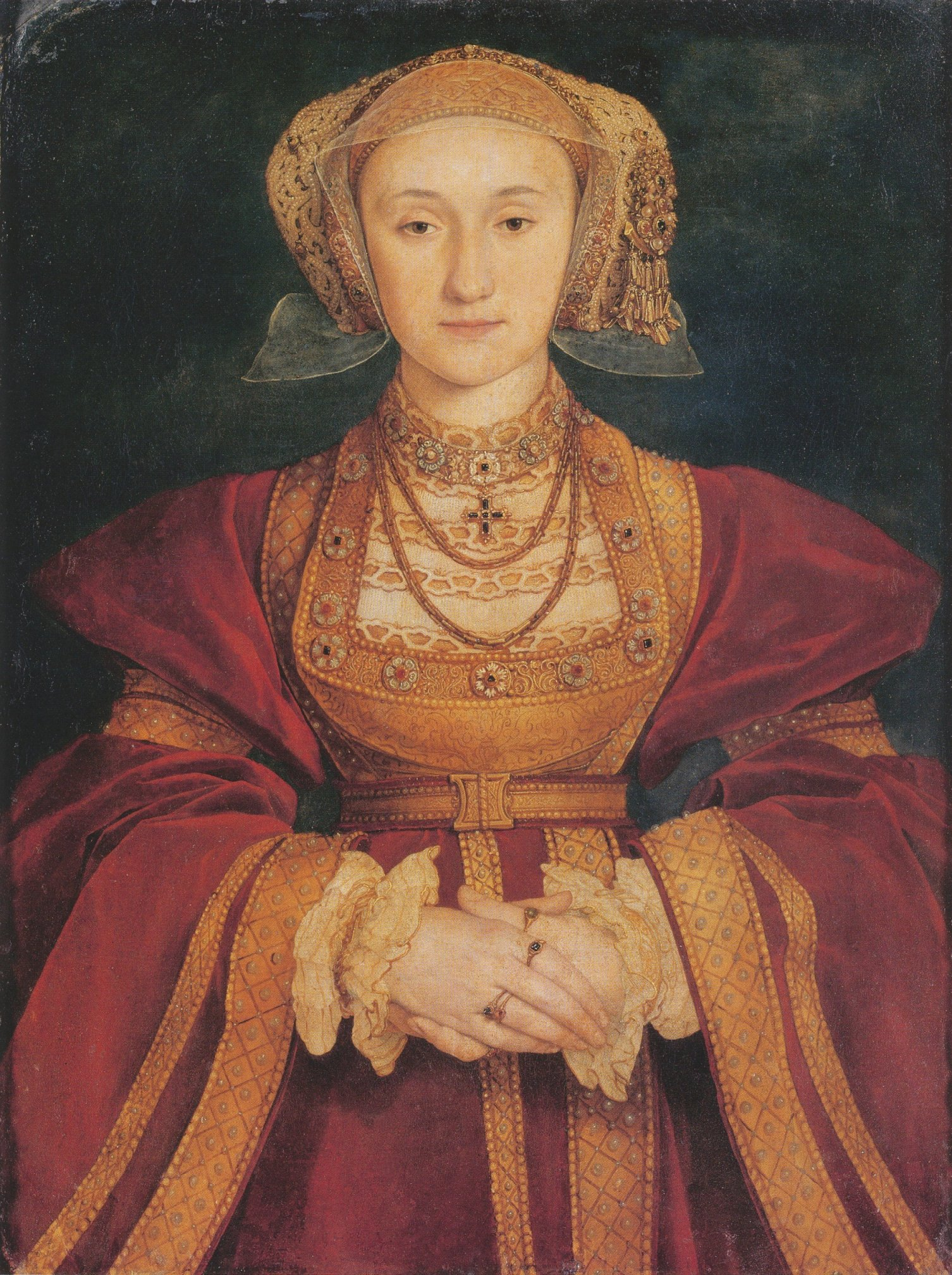
Portrét Anny Klevské cca 1539

Manželství Jindřicha a Anny nebylo šťastné. Anna nebyla ochotna přijmout podřízenou roli a Jindřicha rozčilovala její popudlivá a prudká povaha. Po falešném těhotenství nebo potratu roku 1534 začal Jindřich považovat její neschopnost dát mu mužského potomka za zradu a jednal s Cranmerem a Cromwellem o možnosti opustit Annu, aniž by se musel vrátit ke Kateřině.
8. ledna 1536 se král dověděl, že jeho první manželka Kateřina zemřela. Anna byla znovu těhotná a obávala se následků toho, že by se jí znovu nenarodil syn. Její život by se ocitl v ohrožení, protože pokud by se jí Jindřich zbavil, mohl by se znovu oženit a nikdo by jeho sňatek nemohl zpochybnit. O něco později byl při turnaji Jindřich zraněn a krátkou dobu se zdálo, že je zraněním jeho život ohrožen. Když tuto zprávu oznámili Anně, utrpěla šok a potratila. Později se zjistilo, že Anna potratila syna. Zdá se, že tato příhoda byla počátkem konce jejich manželství.
Poté, co se Anna i on zotavili, prohlásil Jindřich, že jejich sňatek byl dílem čarodějnic. Do jeho přízně se dostala královnina dvorní dáma Jana Seymourová. Bratrovi Anny, Georgeovi Boleynovi, bylo odmítnuto udělení podvazkového řádu, který byl místo něho udělen bratru Jany Seymourové. Pět mužů, včetně Annina bratra, bylo poté uvězněno a obviněno ze zločinů jako krvesmilství, zrady a sexuálních styků s královnou. 2. května 1536 byla Anna uvězněna v Toweru. Byla obviněna z cizoložství, krvesmilstva a odsouzena k trestu smrti. George Boleyn a ostatní muži byli popraveni 17. května a Anna Boleynová byla sťata mečem dne 19. května 1536. Kat byl pro tento způsob popravy, který nebyl v Anglii běžný (používala se mj. sekyra), povolán z poslední anglické državy na francouzské půdě, přístavu Calais.

## Narození prince
Den po popravě Anny Boleynové se Jindřich zasnoubil s Janou Seymourovou, kterou si o deset dní později vzal. Jindřich vydal souhlas s anexí Walesu a tím došlo k sjednocení obou zemí v jednu. Tento zákon byl následován vydáním zákona o nástupnictví z roku 1536, který deklaroval jako Jindřichovy následníky jeho potomky s Janou Seymourovou, děti Kateřiny a Anny byly prohlášeny za nelegitimní a vyloučeny z možnosti nástupu na anglický trůn. Králi byla dána možnost změnit pořadí v nástupnictví na trůnu v jeho závěti. Roku 1537 se Janě narodil syn Eduard, pozdější král Eduard VI. Porod byl velmi těžký a královna krátce po něm 24. října 1537 zemřela.

## Pozdní období
Roku 1540 se Jindřich rozhodl znovu oženit, aby zabezpečil své nástupnictví. Thomas Cromwell, v té době již hrabě z Essexu, navrhl Annu Klevskou, dceru vévody z Kleve, který byl považován za důležitého spojence pro případ útoku katolické aliance na Anglii. Hans Holbein mladší byl vyslán, aby namaloval její portrét. Jindřich tento portrét zhlédl a s podporou přímluvy jeho dvořanů se sňatkem souhlasil. Když však Anna dorazila k anglickému dvoru, Jindřich ji shledal naprosto nepřitažlivou.
Jindřich se snažil manželství zrušit a oženit se s jinou ženou. Vévoda z Kleve se dostal do sporu s císařem Svaté říše římské a Jindřich se do tohoto sporu nechtěl zapojit. Královna Anna byla dostatečně inteligentní na to, aby neodporovala Jindřichově snaze o zrušení sňatku, a sama prohlásila jejich manželství za „nenaplněné“. Jejich manželství tak bylo zrušeno a Anna obdržela titul královy sestry a dostala darem hrad Hever, předchozí sídlo rodiny Boleynů. Cromwell v souvislosti s dojednáním neúspěšného sňatku upadl v nemilost a byl popraven.
28. července 1540 se Jindřich popáté oženil s mladou Kateřinou Howardovou, sestřenicí Anny Boleynové. Jindřich byl mladou chotí nadšen, ale ona sama měla poměr s dvořanem Thomasem Culpeperem a se svým předchozím neoficiálním snoubencem Francisem Derehamem. Thomas Cranmer tuto informaci předal králi Jindřichovi, který tomu zpočátku nechtěl uvěřit. Jindřich ale povolil Cranmerovi vyšetřování tohoto obvinění. I když Kateřina mohla přiznat předchozí příslib sňatku se svým snoubencem a tím by sňatek s Jindřichem byl neplatný, prohlásila, že ji Culpeper přinutil k cizoložství. Ačkoli její manželství s Jindřichem bylo neplatné, byla Kateřina 13. února 1542 popravena.

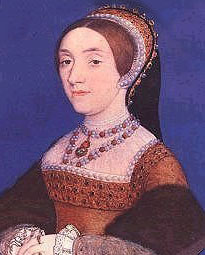
Miniatura Anny Klevské, mylně považovanou za Kateřinu Howardovou, od Hanse Holbeina mladšího

V tomtéž roce byly všechny zbylé kláštery zrušeny a jejich majetek propadl králi. Opati a převorové ztratili svá křesla ve Sněmovně lordů a jejími členy zůstali pouze arcibiskupové a biskupové.

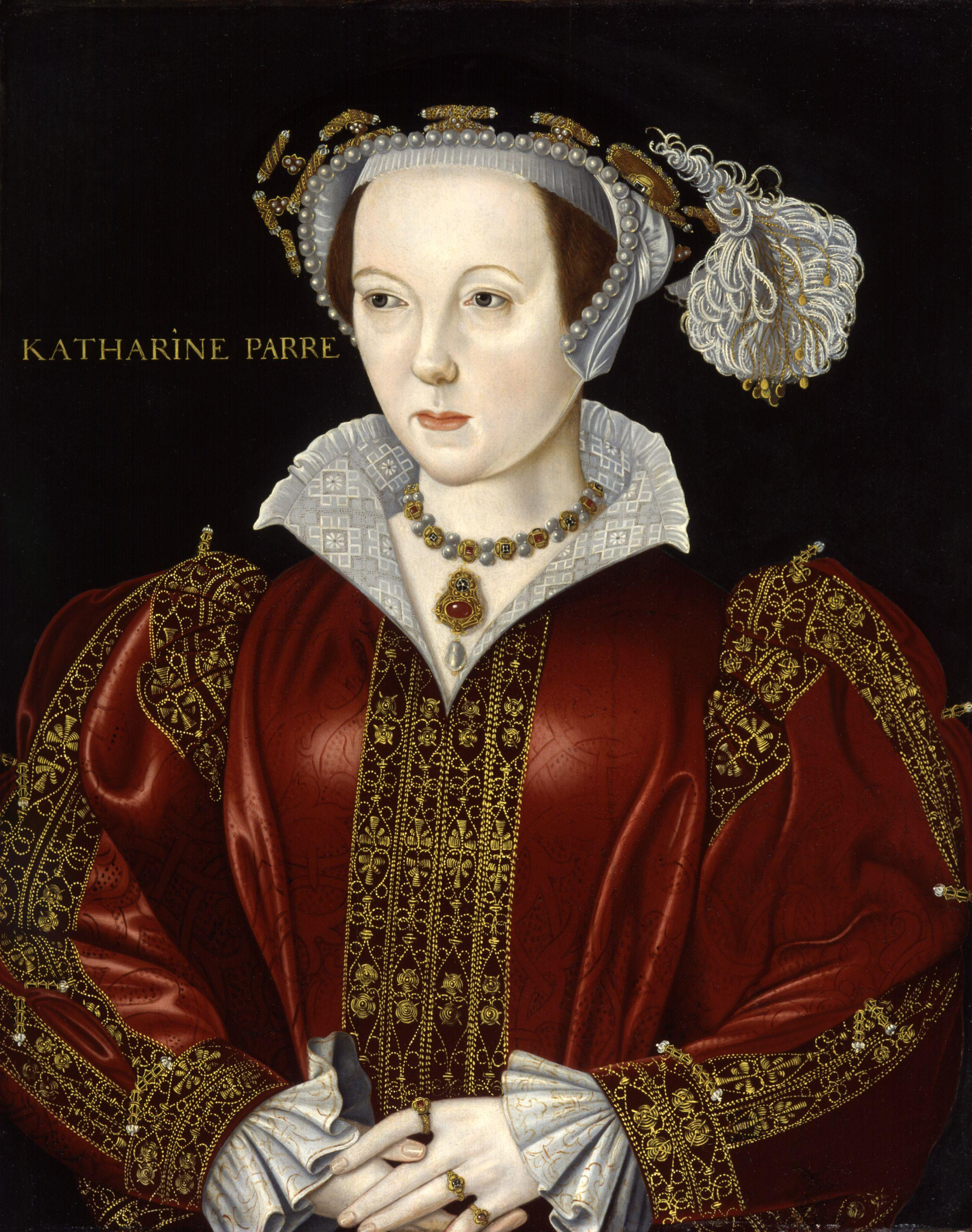
Šestá a poslední Jindřichova manželka Kateřina Parrová

Roku 1543 se oženil se svou poslední manželkou, bohatou vdovou Kateřinou Parrovou. Ta byla svým přesvědčením, na rozdíl od Jindřicha, který byl konzervativec, protestantka. Tento rozpor pro ni mohl být nebezpečný a roku 1545 se dokonce octla v nebezpečí, že bude vyšetřována pro kacířství, ale byla moudrá a přijala podřízené postavení. Pomohla Jindřichovi usmířit se s jeho prvními dvěma dcerami Marií a Alžbětou. Roku 1544 jim zákon přijatý parlamentem vrátil nástupnické právo na anglický trůn (v pořadí po princi Eduardovi), i když na ně bylo stále pohlíženo jako na Jindřichovy nelegitimní potomky.
Jindřichova náladovost a podezíravost se s jeho stárnutím a zhoršujícím zdravím stále více stupňovala. Král si počínal stále bezohledněji a z malicherných příčin dával popravovat své domnělé odpůrce, spolupracovníky a někdejší přátele. Politické popravy provázely celé období Jindřichovy vlády, jejich první obětí se stal Edmund de la Pole, vévoda ze Suffolku roku 1513, a tou poslední Henry Howard, hrabě ze Surrey roku 1547, pouhý týden před Jindřichovou smrtí. Podle Holinsheda bylo za Jindřichovy vlády v Anglii popraveno asi 72 000 osob, možná i více, toto číslo však zahrnuje nejen politické popravy nařízené králem, ale i popravy odsouzených kriminálníků.
Zároveň se silně zhoršovalo jeho zdraví. Stárnoucí, silně obézní král trpěl v důsledku špatné životosprávy diabetem 2. typu a dnou, sužovaly ho migrény a postupně se zhoršujícím vředovým onemocněním nohou. V posledních letech života měl král obtíže s chůzí a při usedání a vstávání ho museli podpírat jeho dvořané. V posledních dvou letech života byl Jindřich čím dál tím více odkázán na kolečkové křeslo.
Jindřich VIII. zemřel 28. ledna 1547, příčinou smrti byla buďto embolie, nebo sepse způsobená vředovým onemocněním nohou. O tři dny později byl pohřben v kapli svatého Jiří na hradě Windsor. Jeho nástupcem se stal jeho devítiletý syn Eduard VI., za jehož protektora byl prohlášen Edward Seymour, 1. vévoda ze Sommersetu, bratr Jany Seymourové.

## Odkaz
Po svém otci, který byl na rozdíl od svého syna spořivý, zdědil obrovský majetek, jehož hodnota je odhadována na 1 250 000 liber. Většinu z tohoto bohatství utratil Jindřich na provoz svého dvora, včetně financování stavebních úprav královských paláců. Další velký příjem představoval prodej cenností zrušených klášterů a příjem z půdy zabavené klášterům s ročním výnosem asi 120 000 liber. Aby vyřešil své finanční problémy, musel nechat razit nové mince v letech 1526 a 1539, ale přes snahu svých ministrů omezit plýtvání u dvora Jindřich zemřel jako dlužník.
I když hlavní motivací bylo vyřešení osobních problémů, je jeho největším počinem odluka anglikánské církve od Říma. Rozpuštění klášterů znamenalo velký přesun majetku a vlivu od církevních hodnostářů na šlechtu. Jindřichovo rozhodnutí ustanovit regentskou radu svého syna, jejíž členové byli nakloněni reformaci, pod vedením Edvarda Seymoura znamenalo konsolidaci a prohloubení reformace.
Spolu s Alfrédem Velikým a Karlem II. je Jindřich tradičně považován za zakladatele Royal Navy. V době své vlády investoval velké prostředky do stavby lodí, doků (Portsmouth) a inovací výzbroje (použití děl ve výzbroji lodí). Faktem je, že v té době se stále ještě nejednalo o pravidelnou flotilu lodí, ale panovník požadoval účast soukromě vlastněných plavidel. S ohledem na nebezpečí invaze ze strany Francie a Španělska nechal Jindřich posílit obranu pobřeží, především Doverský hrad a nová opevnění od východní Anglie až po Cornwall, na jejichž stavbu byl použit většinou materiál ze zrušených klášterů.

## Zajímavosti
- Jeho osobní lékař byl William Butts.
- Jindřich se nechal pohřbít vedle své manželky Jany, jelikož jako jediná mu porodila syna.